# سوزان إسحاق
سوزان إسحاق (بالإنجليزية: Susan Isaacs)‏ (7 ديسمبر 1943، بروكلين في الولايات المتحدة)؛ كاتِبة، سيناريست وروائية أمريكية. درست في كلية كوينز.

## روابط خارجية
- سوزان إسحاق على موقع IMDb (الإنجليزية)
- سوزان إسحاق على موقع الموسوعة البريطانية (الإنجليزية)
- سوزان إسحاق على موقع قاعدة بيانات الفيلم (الإنجليزية)